# Bristow Firestone Service Station
La Bristow Firestone Service Station est une ancienne station-service américaine à Bristow, dans le comté de Creek, en Oklahoma. Située le long de la route 66, elle a été construite en 1929 dans un style Art déco. Elle est inscrite au Registre national des lieux historiques depuis le 6 septembre 2007.